# La fuerza del viento
La fuerza del viento (en inglés Wind) es una película estadounidense estrenada el 11 de septiembre de 1992 y dirigida por Carroll Ballard. 

## Sinopsis
La película desarrolla una historia romántica de acción y aventura centrada en la Copa América de vela. Se basa en hechos reales: la 25ª edición de la Copa América (1983), en la que por primera vez después de 132 años un equipo norteamericano perdió la Copa América, y la 26ª edición (1987), en la que un equipo americano la recuperó. 

## Producción
Varios yates de la clase 12 metros que participaron realmente en la Copa fueron utilizados para rodar el filme. "America II" (US 46) y "American Eagle" (US 21) fueron los dos 12 metros más usados en las escenas, aunque también se utilizaron el "Intrepid" (US 22) y el "America II" (US 42). El "America II" (US 42) fue el yate repintado y utilizado como "Boomerang" primero y como "Platypus" después en la película, mientras que el "America II" (US 46) se caracterizó como "Radiant" primero y como "Geronimo" después. El barco rojo de entrenamiento que usa Will Parker es el "American Eagle" (US 21).
La mayoría de las escenas de vela fueron grabadas en los campos de regatas de Perth (Australia Occidental, Australia) y Newport (Rhode Island, Estados Unidos de América).
Peter Gilmour, el patrón del "Kookaburra II", participó activamente en el rodaje, a bordo de los yates, y en la caña del "Geronimo" cuando se iza el whomper (un gennaker que se presenta como experimental).

## Hechos reales
Además de los yates y las derrotas y victorias tomadas de la historia de la Copa América, varios detalles novelados en la película también están tomados de hechos reales que sucedieron en la competición real durante la Copa América de 1987. Por ejemplo:
- Cuando Will Parker toca la baliza en el último rumbo de una regata, se recuerda lo sucedido al neozelandés Chris Dickson en la última regata de la Copa Louis Vuitton contra el "Stars & Stripes '87". El yate neozelandés se encontraba a solo seis segundos del "Stars & Stripes '87" de Dennis Conner cuando tocó la última baliza del recorrido y tuvo que penalizarse volviendo a tomarla y perdiendo todas sus opciones de ganar la regata y las eliminatorias.
- La famosa vela que Jack Neville denomina whomper en la película es una recreación del gennaker que introdujo el yate "Australia IV" en las Defender Selection Series ante el "Kookaburra II". En la realidad aquella vela asimétrica llevó al yate de Bond a coger al "Kookaburra II" en la empopada, pero las agresivas orzadas de Peter Gilmour para defender su posición acabaron con la rotura del gennaker del "Australia IV".
- La rotura del mástil de "Platypus" le sucedió en la realidad al "Challenge France" en mitad de la tercera y definitiva ronda de eliminatorias.
- El abordaje recrea en la ficción la colisión real entre el "Australia IV " y el "Kookaburra II".
- Las protestas ante el comité de regatas fueron también una constante en la Copa América de 1987.

## Reparto
- Matthew Modine como Will Parker.
- Jennifer Grey como Kate Bass.
- Cliff Robertson como Morgan Weld.
- Jack Thompson como Jack Neville.
- Stellan Skarsgård como Joe Heiser.
- Rebecca Miller como Abigail Weld.
- Ned Vaughn como Charley Moore.

## Banda sonora
- «Madame Butterfly» (Giacomo Puccini) interpretada por Veronika Kincscs y Peter Dvorsky.
- «My Baby Let Me Down» (Lucky Oceans).
- «Waltzing Matilda» (Christina Macpherson y Andrew Barton Paterson).
- «A Dream Comes Back to You» (Wendy Waldman y Basil Poledouris) interpretada por Wendy Waldman.